# Numen
Numen és un grup de rock progressiu d'Alacant (Espanya) format en 1992 per Víctor Arques, Gaspar Martínez i Manuel Mas. Actualment, Alba Hernández n'és la nova cantant i Jorge Camarero.
Els especialistes del gènere cataloguen l'estil de Numen, des d'un punt de vista musical, dins el rock simfònic i, al seu torn, dins de la subcategoria del rock neoprogressiu. Aquest estil es caracteritza per episodis instrumentals de certa durada i amb desenvolupaments poc convencionals i originals. El seu estil es veu influït pels clàssics del gènere, encara que Pink Floyd, Genesis, Marillion o The Beatles són esmentades pels mateixos membres del grup com els més relevants.

## Integrants[3]
- Alba Hernández - Veu
- Víctor Arques - Baix
- Jorge Camarero - Guitarra
- Manuel Mas - Teclats
- Gaspar Martínez - Bateria

## Història
La fundació de Numen data del 18 de setembre de 1992. La formació original va estar formada per Víctor Arques (veu i baix),  Manuel Mas (teclista) i Gaspar Martínez (bateria). uns mesos després, Antonio Valiente (guitarrista) va unir-se a la banda. El nom de Numen és un terme llatí que significa "inspiració divina per a les arts".
Al principi, la formació va estar influenciada per clàssics del rock, com The Beatles, The Doors, The Rolling Stones, etc. Posteriorment, va ser decantant el seu estil cap al rock progressiu per la forta influència que van exercir grups com Marillion i Pink Floyd. La seva música es caracteritza per la cura de les melodies i els arranjaments instrumentals. Les lletres d'alt contingut oníric i al·legòric són un altre dels pilars del seu estil.

### L'era amb César Alcaraz
El 1996 César Alcaraz es va unir a Numen com a cantant. El 1997 va sorgir el projecte per gravar el seu primer àlbum Samsara (1998) (Sagrament). A partir d'aquest moment, Numen va començar a conèixer en l'àmbit internacional gràcies a la distribució de Musea Records. Per altra banda, Numen va rebre molt bones crítiques pel seu primer treball.
Samsara (en sànscrit, cicle de reencarnacions) és un disc conceptual, centrat en l'home com a part integrant del Cosmos. Cada un dels nou temes aborda un aspecte vital de l'home.
El 2000 Numen es va dissoldre com a formació. Els seus integrants es van dedicar a partir d'aquest moment als seus respectius projectes personals.
Després d'una separació de taire dotze anys, Numen ha tornat a l'escenari musical, en primer lloc, per celebrar del XV aniversari de Samsara en 2013 i, en segon lloc, per a publicar un nou àlbum. Aquest segon treball, Numenclature, reflecteix un alt grau de maduresa en la seua música. Els temes inclosos abasten estils variats com el clàssic rock, el rock progressiu, etc. De nou, com va passar enrere, Numen, ha recollit molt bones crítiques que, tot i la crisi que sofreix la indústria musical, ha estat capaç de tornar a situar el seu nou àlbum als catàlegs de tot el món. A més del nou àlbum, el cineasta Alejandro Moreno ha publicat el DVD "Numenclature. Un viatge en progressiu " dedicat al progressiu a Espanya usant com a fil conductor l'enregistrament d'aquest àlbum.
Així mateix, aprofitant la presència que hui dia en tenen les xarxes socials, s'ha realitzat el tema del videoclip "The camel's back" amb el que la formació vol publicitar el seu retorn.
A la fi de 2014, Antonio Valiente, guitarrista de Numen, va abandonar el grup i va ser substituït per Marc Bevià.
A partir d'aquest moment s'inicia una nova etapa en què, en lloc de caure en una llarga letargia com el que es va produir després de la publicació de Samsara el 1998, Numen realitza concerts per a la presentació del seu segon àlbum Numenclature. Aquest segon treball va ser rebut positivament per la crítica especialitzada.
Mentrestant, Numen aprofita aquest nou impuls per emprendre un nou projecte musical que serà publicat al març de 2019. En aquesta ocasió, Numen té com a objectiu publicar en format vinil el seu nou àlbum titulat Cyclothymia. Cyclothymia (constituït de sis temes) és potser l'àlbum de contingut més fosc de Numen. No és un disc conceptual, tot i que s'aproxima a això en virtut de l'exploració que es fa a aquests estats anímics en què l'ésser humà es submergeix quan la vida es torna una càrrega i un turment. En contraposició, hi ha altres temes menys bucòlics, com "Lady of the winds" o "A cosmic prayer", que exalcen el valor de les petites coses que ens envolten. Tan sols el primer tema, "The man with the X-Ray Eyes", se surt d'aquesta línia, per esdevenir un tema paròdic que critica la facilitat amb la qual l'ésser humà realitza judicis de valor. En 2019 Numen signa amb Mylodon Records per a la difusió del nou treball.

### L'era amb Alba Hernández

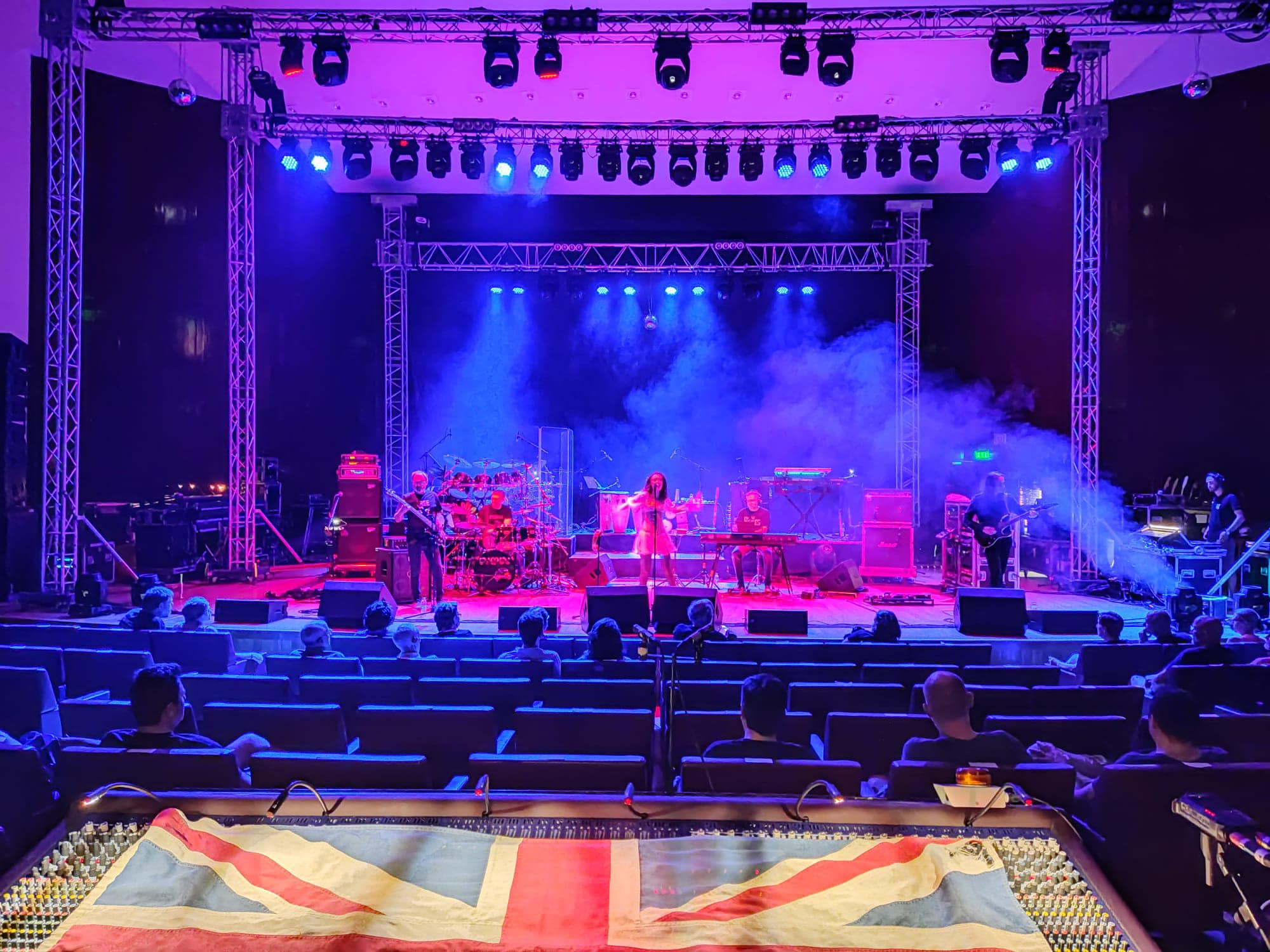
Numen en la Lisboa Marillion Weekend 2022

El 2019, abandonen el projecte el seu cantant i el seu guitarrista per donar entrada a Alba Hernández i Juanjo Herrera en un nou projecte que, segons han revelat a la seva web oficial i a les xarxes socials, serà una òpera rock titulada "The outsider". Fins ara han publicat dos singles d'aquest quart treball, "Sophia" i "Toys". De forma paral·lela, després de l'aturada del COVID, han reprès la seva activitat en directe, destacant la seva participació com a banda telonera de Marillion a Lisboa (11 de juny de 2022) amb la participació com a guitarrista de Jorge Camarero. Aquest esdeveniment va servir per repassar antics temes i alguns dels que es presentaran al nou disc.
En 2025, Numen publica la seva quarta producció després d’anys de constant treball amb mes de vint músics. The Outsider de Numen és una òpera rock conceptual que narra el viatge interior de Paul, un home profundament alienat que decideix posar fi a la seva vida. Tanmateix, després del seu suïcidi, és “resumit” —retornat a una existència simbòlica— per Sophia, un ésser diví que representa la saviesa i la llum espiritual. Al llarg del disc, Paul travessa un procés de purga, reflexió i renaixement, on s’enfronta als seus dimonis interns, qüestiona el sentit de l’existència i busca la redempció. L’àlbum tracta temes com la solitud, el dolor, la rebel·lió contra les normes socials i la transformació espiritual. Comptant amb col·laboracions de luxe com Steve Rothery (Marillion), Nacho Mañó (Presuntos Implicados) i Dani García (El Diluvi), el disc ofereix una experiència musical intensa, emotiva i profundament humana.

## Discografia
- Albums

1. Samsara (1998)[19]
2. Numenclature (2014)
3. Cyclothymia (2019)
4. The Outsider (2025)

- EPs

1. The Outsider (2023)[20]
2. Crib of Rarities (2023)[21]

- Altres enregistraments

1. Birth (1995) (demo)

## Filmografia
1. “Numenclature. Un viatge en progressiu” (2014)[8]